# Blepisanis seminigripennis
Blepisanis seminigripennis är en skalbaggsart som först beskrevs av Stefan von Breuning 1956.  Blepisanis seminigripennis ingår i släktet Blepisanis och familjen långhorningar. Inga underarter finns listade.